# إيما سامبسون
إيما سامبسون (29 يوليو 1985 - ) (بالإنجليزية: Emma Sampson)‏ هي لاعبة كريكت أسترالية. شاركت مع منتخب أستراليا الوطني للكريكت. أما مع النوادي، فقد لعبت مع South Australia women's cricket team ‏.

## وصلات خارجية
- إيما سامبسون على موقع إي آس بي آن كريك إنفو (الإنجليزية)